# Strong (Anette Olzon)
Strong è il secondo album in studio da solista della cantante svedese Anette Olzon, pubblicato nel 2021.

## Tracce
Testi e musiche di Anette Olzon e Magnus Karlsson.
1. Bye Bye Bye – 4:32
2. Sick of You – 5:04
3. I Need to Stay – 4:47
4. Strong – 4:27
5. Parasite – 3:58
6. Sad Lullaby – 5:20
7. Fantastic Fanatic – 5:06
8. Who Can Save Them – 4:35
9. Catcher of My Dreams – 5:04
10. Hear Them Roar – 4:38
11. Roll the Dice – 4:48

## Formazione
- Anette Olzon – voce
- Magnus Karlsson – chitarra
- Johan Husgafvel – basso, growl
- Anders Köllerfors – batteria